# Gigeni
I Gigeni (dal greco Γηγενεῖς Ghēgenèis; sing. Γηγενής Ghēgenḕs - ovvero "nati dalla terra") erano una tribù mitica di giganti con sei braccia che combatterono contro gli Argonauti nella Misia. I primi racconti della loro esistenza si trovano nell'Argonautica di Apollonio Rodio.